# Llista de benzodiazepines

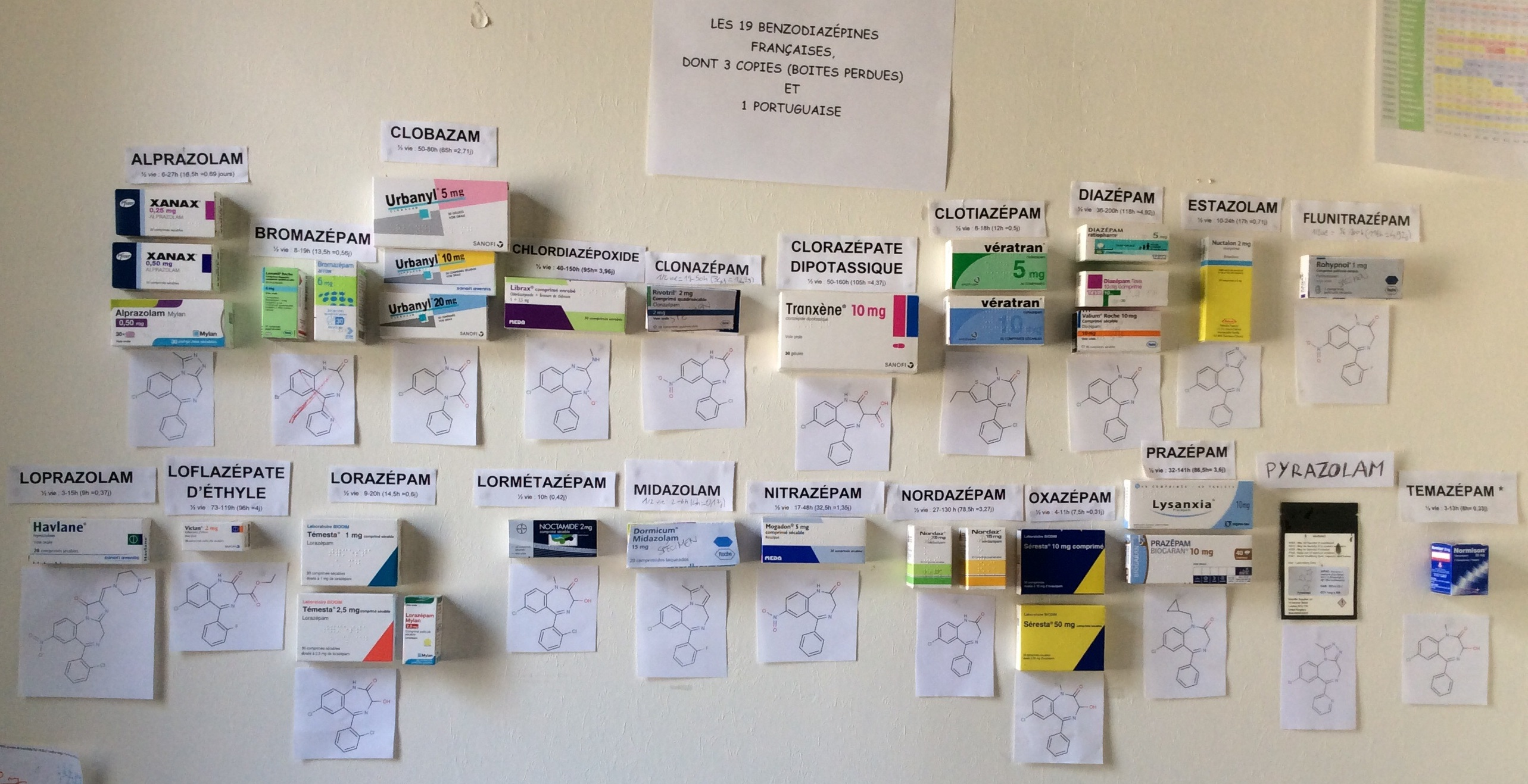
Fotografia amb el nom comercial, caixa i etiqueta amb l'estructura química de les benzodiazepines que es podien adquirir en França en 2015

La taula de més avall conté una llista de benzodiazepines comunament prescrites, llurs característiques farmacològiques bàsiques -com la semivida i la dosi equivalent entre benzodiazepines- llurs marques registrades i usos principals.
La semivida és el temps mitjà que pren reduir a la meitat la concentració màxima en sang de la droga, eliminada per diverses vies. «Pic de concentració plasmàtica» fa referència a quan ocorren els nivells màxims de la droga en sang després de l'administració d'una dosi. Les benzodiazepines generalment comparteixen les mateixes propietats farmacològiques, tals com ansiolític, sedant, hipnòtic, relaxant muscular, amnèsic i antiepilèptic, però alguna diferència en la potència de certs efectes pot existir-hi entre els membres de la família química. Algunes benzodiazepines produeixen metabolits actius. Els metabolits actius són produïts quan el cos d'una persona metabolitza el principi actiu en components que comparteixen un perfil farmacològic similar al del compost original i són per tant rellevants al moment de calcular quant temps van a durar els efectes farmacològics. Les benzodiazepines d'acció prolongada amb metabòlits actius d'acció prolongada com el diazepam són prescrits sovint per la suspensió d'alcohol o benzodiazepines, també per aconseguir nivells de dosis constants al llarg del dia que evitin l'ansietat.Per al tractament de l'insomni sovint es prefereix l'ús de benzodiazepines d'acció curta a causa del seu menor efecte residual.

## Taula de semivida i equivalència de dosi de benzodiazepines
És important remarcar que la semivida d'el diazepam i el clordiazepòxid, entre d'altres benzodiazepines d'acció prolongada, és dues vegades més llarga en la gent gran que en els joves. Les persones amb deteriorament en el fetge també metabolitzen les benzodiazepines més lentament. Molts metges comenten l'error de no ajustar la dosi de les benzodiazepines d'acord amb l'edat en els pacients grans. Per tant, l'equivalència de dosi de més avall pot necessitar ser ajustada per als individus que estiguin prenent benzodiazepines d'acció curta que metabolitzen més lentament les benzodiazepines d'acció prolongada i viceversa. Les diferències són més notables amb les benzodiazepines d'acció prolongada atès que són més propenses a una acumulació significativa en aquests individus. Per exemple, la dosi equivalent de diazepam per a un ancià que pren lorazepam pot ser fins a la meitat de l'esperada en un individu més jove.
Cal -per l'ús segur i efectiu de les benzodiazepines- prendre consciència que la diferència en les equivalències entre les diferents benzodiazepines pot arribar a diferir en un múltiple de 20 en una base de mg per mg.
| Principi actiu | Marques registrades més comuns* | Pic de concentración plasmàica | Semivida (h)† [metabòlit actiu] | Ús terapèutic                                | Dosi equivalent aproximada‡ |
| Alprazolam     | Tricalma, Ksalol, Xanax, Xanor, Tafil, Alprox, Frontal (Brasil), Trankimazin, Zamoprax, Adax, Alplax, Alpram, Ansilan, Caplam, Logat, Abaxon | 1-2                            | 6-12 hores                      | ansiolític                                   | 0.5 mg                      |
| Bretazenil     | N/A | ???                            | 2.5 hores                       | ansiolític, antiepilèptic                    | 0.5 mg                      |
| Bromazepam     | Lexotanil, Lexotan, Lexomil, Octanyl, Somalium, Bromam, Lexatin                                                                              | 1-3                            | 10-20 hores                     | ansiolític                                   | 5-6 mg                      |
| Clordiazepòxid | Librium, Tropium, Risolid, Klopoxid | 1.5-4                          | 5-30 hores [36-200 hores]       | ansiolític                                   | 25 mg                       |
| Cinolazepam    | Gerodorm | .5-2                           | 9 h                             | hipnòtic                                     | 40 mg                       |
| Clonazepam     | Valpax, Klonopin, Neuryl, Rivotril, Ravotril, Iktorivil, Zatryx, Clonzep, Clonac, Clonatril                                                  | 1-4                            | 18-50 hores                     | ansiolític, antiepilèptic                    | 0.5 mg                      |
| Cloxazolam     | Olcadil (Brasil) | 2-5 (?)                        | 18-50 hores                     | ansiolític, antiepilèptic                    | 1 mg                        |
| Clorazepat     | Tranxene, Tranxilium | Variable                       | [36-100 hores]                  | ansiolític, antiepilèptic                    | 15 mg                       |
| Diazepam       | Valium, Pax (Sudáfrica), Apzepam, Stesolid, Vival, Apozepam, Hexalid, Stedon, Valaxona                                                       | 1-2                            | 20-100 hores [36-200]           | ansiolític, antiepilèptic, relaxant muscular | 10 mg                       |
| Estazolam      | ProSom | 0.5-5                          | 10-24 h                         | hipnòtic                                     | 1-2 mg                      |
| Flunitrazepam  | Rohypnol, Fluscand, Flunipam, Ronal, Rohydorm (Brasil)                                                                                       | 0.5-3                          | 18-26 hores [36-200 hores]      | hipnòtic                                     | 1 mg                        |
| Flurazepam     | Dalmadorm, Dalmane, Fluralema | 1-1.5                          | [40-250 hores]                  | hipnòtic                                     | 15-30 mg                    |
| Flutoprazepam  | Restas | 0.5-9                          | 60-90 hores                     | hipnòtic, antiepilèptic                      | 2-3 mg                      |
| Halazepam      | Paxipam, Alapryl | 1-3                            | [30-100 hores]                  | ansiolític                                   | 20 mg                       |
| Ketazolam      | Anxon, Sedotime | 2.5-3                          | 30-100 hores [36-200]           | ansiolític                                   | 15-30 mg                    |
| Loprazolam     | Dormonoct | 0.5-4                          | 6-12 hores                      | hipnòtic                                     | 1-2 mg                      |
| Lorazepam      | Orfidal, Ativan, Temesta, Tavor, Lorabenz, Trapax                                                                                            | 2-4                            | 10-20 hores                     | ansiolític, antiepilèptic                    | 1 mg                        |
| Lormetazepam   | Loramet, Noctamid, Pronoctan | 0.5-2                          | 10-12 hores                     | hipnòtic                                     | 1-2 mg                      |
| Medazepam      | Nobrium | ?                              | 36-200 hores                    | ansiolític                                   | 10 mg                       |
| Midazolam      | Dormicum, Versed, Hypnovel, Dormonid (Brasil)                                                                                                | 0.5-1                          | 3 hores (1.8-6 hores)           | hipnòtic, antiepilèptic                      | 5 -8mg                      |
| Nimetazepam    | Erimin | 0.5-3                          | 14-30 hores                     | hipnòtic, antiepilèptic                      | 5 mg                        |
| Nitrazepam     | Mogadon, Alodorm, Pacisyn, Dumolid, Apodorm                                                                                                  | 0.5-7                          | 15-38 hores                     | hipnòtic, antiepilèptic                      | 10 mg                       |
| Nordazepam     | Madar, Stilny | ?                              | 50-120 hores                    | ansiolític                                   | 10 mg                       |
| Oxazepam       | Seresta, Serax, Serenid, Serepax, Sobril, Oxascand, Alopam, Oxabenz, Oxapax                                                                  | 3-4                            | 4-15 hores                      | ansiolític                                   | 20 mg                       |
| Phenazepam     | феназепам | 1.5-4                          | 60 hores                        | ansiolític, antiepilèptic                    | 1 mg                        |
| Pinazepam      | Domar | ?                              | 40-100 hores                    | ansiolític                                   | 20 mg                       |
| Prazepam       | Lysanxia, Centrax | 2-6                            | 36-200 hores                    | ansiolític                                   | 10-20 mg                    |
| Premazepam     | 1 | 2-6                            | 10-13 hores                     | ansiolític                                   | 3.75 mg                     |
| Quazepam       | Doral, Quiedorm | 1-5                            | 25-100 hores                    | hipnòtic                                     | 20 mg                       |
| Temazepam      | Restoril, Normison, Euhypnos, Tenox | 0.5-3                          | 8-22 hores                      | hipnòtic, antiepilèptic                      | 20 mg                       |
| Tetrazepam     | Myolastan, Miolastan | 1-3                            | 3-26 hores                      | relaxant muscular, ansiolític                | ?                           |
| Triazolam      | Halcion, Rilamir, Notison | 0.5-2                          | 2 hores                         | hipnòtic                                     | 0.5 mg                      |

### Lligands atípics de receptors de benzodiazepines
| Principi actiu | Marques registrades més comuns*                                           | Semivida (Hores)† [Metabolit actiu] | Efectes primaris          | Dosi equivalent aproximada‡ |
| Clobazam       | Frisium, Urbanol                                                          | 8-60 hores                          | ansiolític, antiepilèptic | 20 mg                       |
| DMCM           | ?                                                                         | ?                                   | ansiogènic, convulsiu     | No aplica                   |
| Flumazenil     | Anexate, Lanexat, Mazicon, Romazicon                                      | 1 hora                              | antídot                   | Dosi típica 0.2 - 0.6 mgð   |
| Eszopiclona§   | Lunesta                                                                   | 6 hores                             | hipnòtic                  | 3 mg                        |
| Zaleplon§      | Sonata, Starnoc                                                           | 1 hores                             | hipnòtic                  | 20 mg                       |
| Zolpidem§      | Ambien, Nytamel, Stilnoct, Stilnox, Zoldem, Zolnod                        | 2.6 hores                           | hipnòtic                  | 20 mg                       |
| Zopiclona§     | Imovane, Rhovane, Ximovan, Zileze, Zimoclone, Zimovane, Zopitan, Zorclone | 4-6 hores                           | hipnòtic                  | 15 mg                       |

* No és una llista taxativa, no inclou totes les marques registrades.

† La durada de l'acció aparent és usualment considerablement inferior a la semivida. Amb la majoria de les benzodiazepines, els efectes perceptibles es passen en poques hores. No obstant això, en tant la droga és present aquesta exerceix efectes subtils sobre el cos. Aquests efectes es poden tornar evidents durant l'ús continu o poden aparèixer símptomes d'abstinència quan la dosi és reduïda o suspès el consum.

‡ L'equivalència de les dosis està basada en experiència clínica però pot variar entre individus.

§ L'estructura molecular d'aquestes drogues difereix de la molècula de les benzodiazepines però aquestes treballen en els receptors de benzodiazepines amb efectes similars o els mateixos. Són drogues de tolerància creuada.

ð El flumanezil és utilitzat per revertir els efectes de les benzodiazepines i altres drogues similars, el rang de dosis usat variarà depenent quina és la droga contrarestada, quina dosi de la primera droga va ser utilitzada i si el flumanezil és donat per revertir una sobredosi o per reduir els efectes col·laterals.